# Roché-Gletscher
Der Roché-Gletscher (bulgarisch ледник Роше lednik Rosche) ist ein 5,8 km langer und 2 km breiter Gletscher im westantarktischen Ellsworthland. In der Sentinel Range des Ellsworthgebirges fließt er vom Zentrum des Vinson-Plateaus fließt er steil in westlicher Richtung zum Branscomb-Gletscher, den er nördlich des Silverstein Peak erreicht. Sein Kopfende wird durch Mount Vinson im Norden, den Corbet Peak und den Clinch Peak im Osten, den Wahlstrom Peak im Südosten und den Hollister Peak im Süden begrenzt.
US-amerikanische Wissenschaftler kartierten ihn 1988. Die bulgarische Kommission für Antarktische Geographische Namen benannte ihn 2010 nach Anthony de la Roché (≤1674–≥1675), dem Entdecker Südgeorgiens.